# Nicole Vaidišová
Nicole Vaidišová (Norimberga, 23 aprile 1989) è un'ex tennista ceca.

## Biografia
Nicole è stata introdotta al tennis dalla madre Riana. Ha due fratelli più piccoli, Oliver e Toby.

## Carriera

### Esordi
Ha iniziato a praticare il tennis all'età di 6 anni, fino ad arrivare in seguito alla prestigiosa accademia di Nick Bollettieri in Florida.
La Vaidišová ha debuttato nel 2003 raggiungendo tre finali del circuito ITF, aggiudicandosi quella di Plzen.
Nel 2004 termina la stagione tra le top 100 della classifica WTA. Da qualificata, nel torneo di Vancouver, si aggiudica il torneo diventando la sesta più giovane campionessa in un torneo singolare della storia della WTA (15 anni, 3 mesi, 23 giorni) e la giocatrice con il ranking più basso (180) ad aggiudicarsi un titolo nel 2004. Vince il secondo titolo dell'anno a Tashkent battendo Virginie Razzano e in ottobre fa il suo ingresso nella top 100, piazzandosi al n.74. Nel frattempo la ceca aveva debuttato in un torneo del Grande Slam, allo US Open, perdendo al primo turno dalla campionessa uscente e numero 1 al mondo, Justine Henin, per 6/1 6/4, dopo aver condotto 4-1 nel secondo set.

### 2005: Top 20

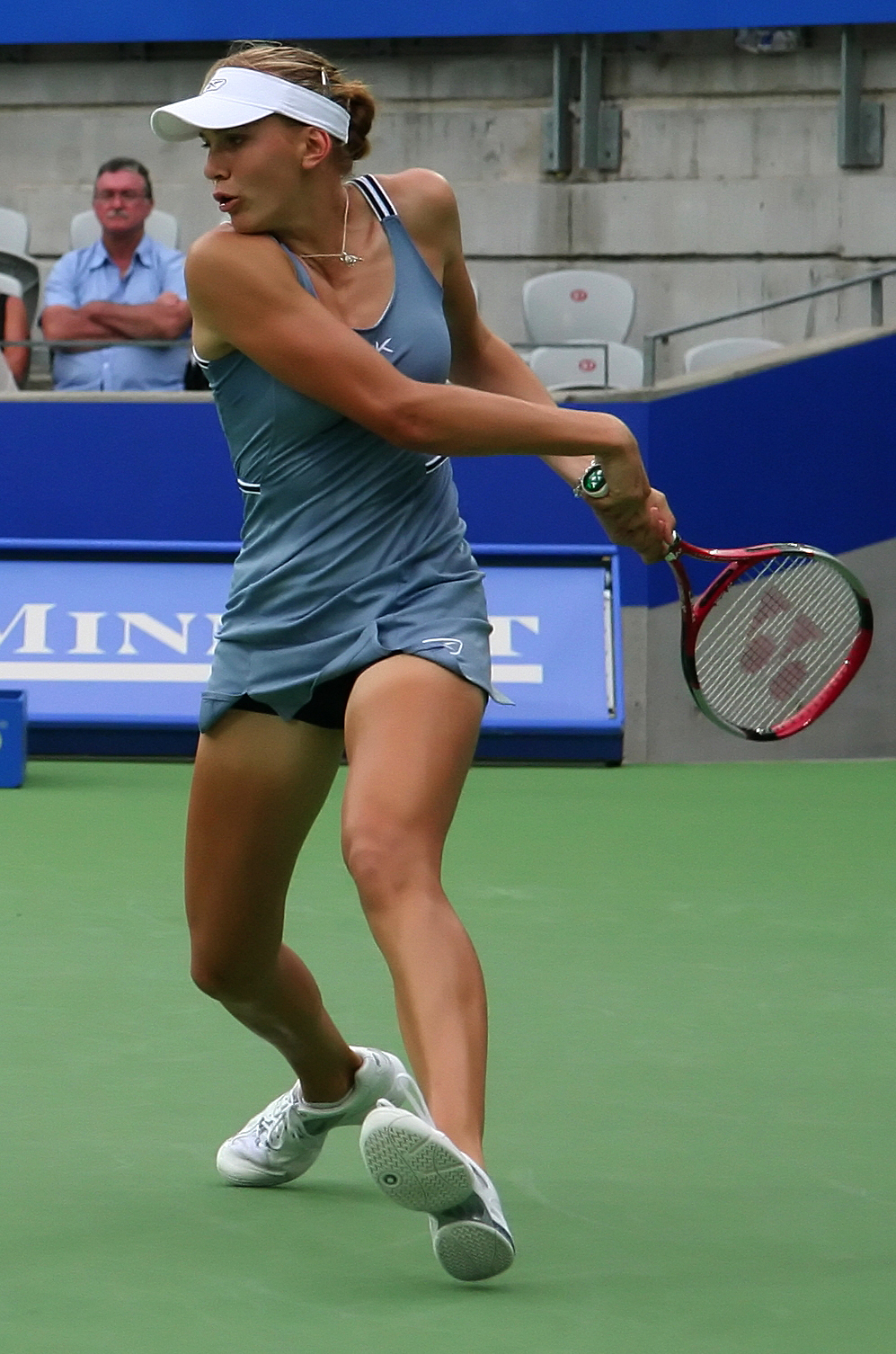
Nicole Vaidišová al Medibank International del 2006 a Sydney, Australia

Nel gennaio 2005 ottiene la prima vittoria in un match del Grande Slam battendo María Vento-Kabchi all'Australian Open e fermando la sua corsa contro la numero 1 del seeding, Lindsay Davenport. A marzo raggiunge il terzo turno a Indian Wells in cui viene sconfitta da Mary Pierce e ripete lo stesso risultato a Miami, sconfitta da un'altra grande promessa, Ana Ivanović. Ad aprile entra tra le top 50 della classifica e raggiunge per la prima volta i quarti in un torneo Tier I, a Charleston, nel quale sconfigge al secondo turno la campionessa in carica del Roland Garros, Anastasija Myskina. Nei quarti è sconfitta da Patty Schnyder, ma questo brillante risultato le permette di raggiungere la posizione N. 34 della classifica. A maggio è sconfitta nella finale del torneo di Istanbul da Venus Williams. Debutta al Roland Garros battendo la Safarova, in seguito è eliminata da Francesca Schiavone al turno successivo. Debutta a Wimbledon battendo Jelena Kostanić per essere eliminata al terzo turno da Svetlana Kuznecova. Dopo aver raggiunto i quarti a Toronto, allo US Open raggiunge il quarto turno, dove è sconfitta da Nadia Petrova, dopo aver sprecato un vantaggio di 5-2 nel primo set e un break di vantaggio nel secondo, perdendo 7-6, 7-5. Si aggiudica il primo titolo dell'anno a Seul, battendo Jelena Janković (7/5 6/3), bissandolo la settimana successiva a Tokyo al Japan Open vincendo contro Tatiana Golovin che si ritira nel secondo set. Nicole cala il tris, aggiudicandosi anche il torneo di Bangkok contro Nadia Petrova, battuta 6/1 6/7(5) 7/5 in finale. Chiude l'anno al n. 17 del ranking.

### 2006: Prima semifinale Slam e Top 10
Nel 2006 la Vaidišová si aggiudica il sesto titolo a Strasburgo. Ma è al Roland Garros che si prende le migliori soddisfazioni battendo la n.1 della classifica Amélie Mauresmo, 6-7, 6-1, 6-2 nel quarto turno e Venus Williams, 6-7, 6-1, 6-3 nei quarti, sfiorando la vittoria contro Svetlana Kuznecova in semifinale 7-5, 6-7, 2-6, fallendo l'approdo in finale per soli due punti nel secondo set. A Wimbledon la Vaidišová si issa al quarto turno in cui perde da Li Na, mentre al Bank of the West Classic di Stanford esce in semifinale per mano di Kim Clijsters, così come nel Tier I di San Diego, ma questo risultato le vale l'ingresso nella top 10 della classifica WTA, piazzandosi al N.9. Allo US Open al terzo turno non può nulla contro una Jelena Janković in splendida forma. La Vaidišová sconfigge Amélie Mauresmo nei quarti di finale a Mosca dopo esser stata sotto per 1-6 2-5 e aver concesso tre match point, ma arriva svuotata alla semifinale contro la Petrova che le infliggerà una netta sconfitta. La ceca termina la stagione al numero 10 del ranking, terminando l'anno per la prima volta nella la top ten.

### 2007: Seconda semifinale Slam e uscita dalla Top 10
Nicole inizia il suo 2007 a Sydney, in cui sconfigge la Ivanović ai quarti, battendola grazie a una maggiore abilità al servizio e in ribattuta rispetto alla serba, meno mobile. Nella semifinale contro la Jankovic, dà vita ad un match intensissimo ed equilibrato, che si rompe solamente grazie ad un break conquistato dalla serba nel terzo set grazie ad un gioco in difesa strenuo ed efficace. Il risultato è comunque positivo per la ceca che conferma il risultato del 2006 e può risparmiarsi un altro match in vista dell'Australian Open. Nicole disputa un buon torneo a Melbourne, superati i primi tre turni, agli ottavi è opposta a Elena Dement'eva: la ceca fa valere tutta la superiorità al servizio e la potenza dei suoi dritti nelle risposte alle fiacche battute della russa le permettono di aggiudicarsi il match in scioltezza con un duplice 6-3. Ai quarti si prospetta un derby ceco contro la Safarova, altro giovane talento capace di eliminare la Mauresmo: Nicole fa valere la sua esplosività e una maggiore abitudine ai palcoscenici più importanti, giocando con la consueta aggressività fa suo il match in 2 set. In semifinale la ceca incontra la rediviva Serena Williams: ne esce un match fisico, giocato sempre pari pari, ma deciso dall'inesperienza e dall'emotività di Nicole di fronte a un totem come Serena: nel primo set la ceca spreca 2 set point con altrettanti doppi falli e sbaglia un diritto piuttosto semplice su una risposta scentrata di Serena che può rimanere in partita e conquistare il tie break. Nel secondo set si ripete il copione, la Vaidišová, avanti 5-4 Serena, cerca di resisterle strenuamente tirando dritti di terrificante potenza e salvando ben 5 match point, finché Serena non impone la zampata decisiva. Questo risultato permette comunque a Nicole di rientrare nella top ten del ranking.

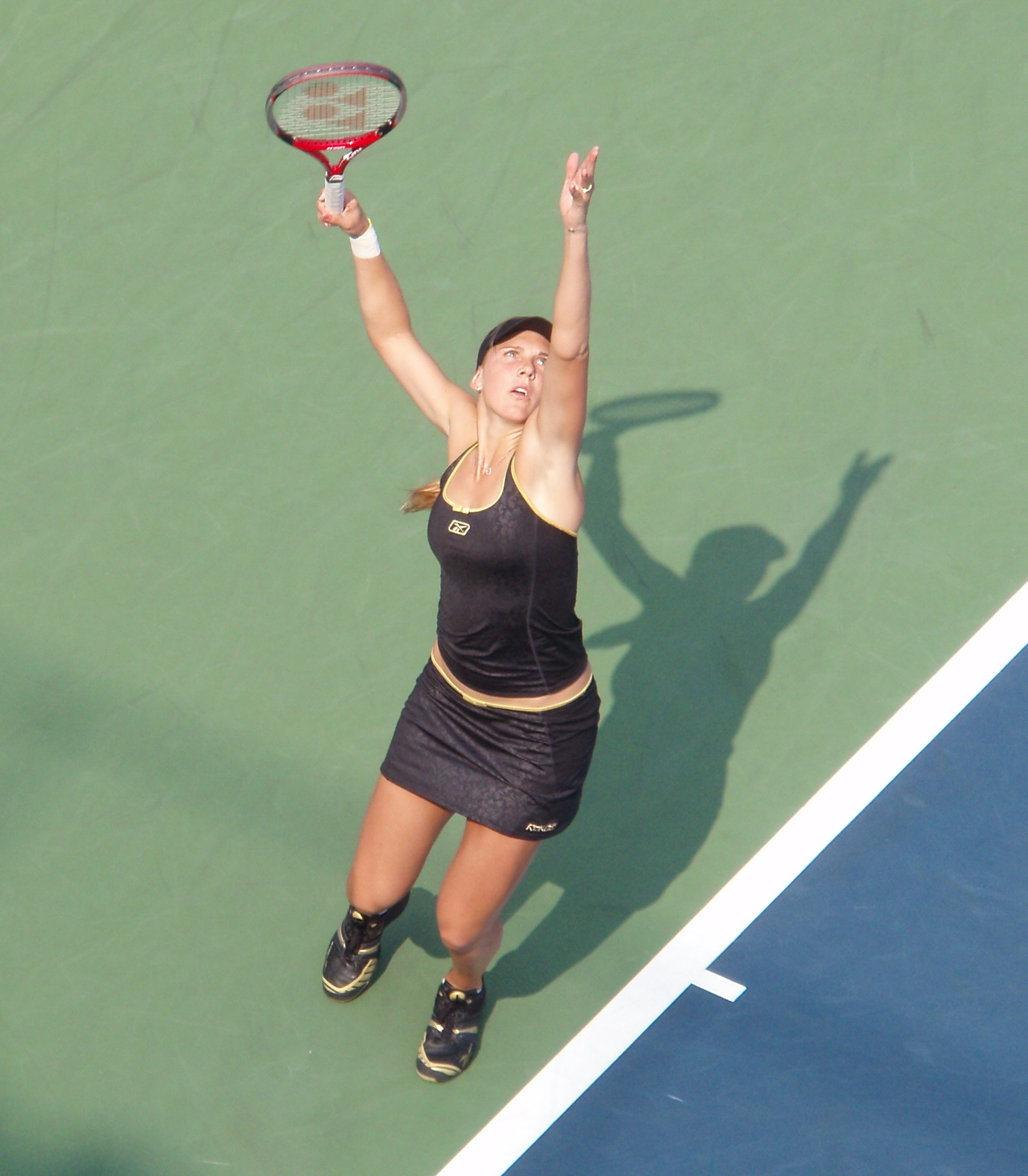
Nicole Vaidisova all US Open 2007

La ceca disputa un buon torneo anche ad Indian Wells, dove nei quarti è opposta alla testa di serie n.2, Svetlana Kuznecova, dando vita a un'intensa battaglia che la vede primeggiare nel primo set con i soliti colpi potenti per 6-4, mentre nel secondo Nicole spreca l'occasione per portarsi di un break avanti e poi subisce un break senza riuscire a rimontarlo, così come nel terzo si fa strappare subito il servizio senza riuscire a recuperare di fronte al gioco via via più equilibrato della russa. Questo risultato le consente comunque di ottenere l'ottava posizione nella classifica WTA, suo miglior piazzamento.
A Key Biscayne Nicole disputa un buon torneo, seppur iniziato non nei modi migliori già al secondo turno nel quale rischia molto contro la Krajicek, salvandosi grazie anche ad un'interruzione del match nel II set, mentre era in svantaggio e sotto di un set. La Vaidišová arriva poi in scioltezza fino ai quarti battendo avversarie non irresistibili, per incontrare poi Serena Williams che al top dell'aggressività le impartisce una lezione di tennis fatta di classe, potenza e solidità mentale chiudendo rapidamente il match per 6-1 6-4. Al Tier I di Charleston, in cui Nicole è accreditata della testa di serie n.1, viene eliminata sorprendentemente al secondo turno da Michaëlla Krajicek (6-3 al terzo set), in una partita in cui la Vaidišová è apparsa decisamente sottotono e forse condizionata dal ruolo di favorita del torneo. La ceca è condizionata anche da alcuni problemi muscolari che continuano a tormentarla con regolarità e le impediscono di programmare una stagione più intensa. Nicole torna sul campo al Roland Garros, dove difende la semifinale ottenuta l'anno precedente: superati agevolmente i primi turni, la ceca trova sulla sua strada nei quarti la Jankovic in costante ascesa che, grazie alla sua abilità in difesa, tiene testa al gioco potente della Vaidišová superandola al terzo set per 7-5.
Sull'erba Nicole ottiene i quarti sia a Eastbourne, eliminata dalla Henin, che a Wimbledon dove, dopo aver superato Amélie Mauresmo in un match intenso, nei quarti di finale è stata sconfitta da Ana Ivanović per 4-6, 6-2, 7-5 dopo aver disputato un buon primo set e non aver trasformato 4 match point nel terzo set. In seguito, la ceca ha passato oltre un mese e mezzo lontano dai campi, scivolando così in classifica intorno alla quindicesima posizione.
Nicole rientra allo Us Open, in cui supera la Pennetta al secondo turno, per poi affrontare Shahar Peer in un match lungo ed equilibrato che la vedrà uscire sconfitta dopo aver sprecato diverse opportunità. Al Tier I di Mosca la ceca giunge ai quarti in cui affronta Serena Williams che la sconfigge per 6-4 7–6(7), mentre al Tier I di Zurigo supera la Jankovic al secondo turno, Alona Bondarenko nei quarti, infine cede in semifinale alla n.1 del ranking Justine Henin con il punteggio di 3-6 6-3 7-5. A Linz, dopo aver eliminato la Safina nei quarti, affronta la Hantuchova in semifinale, uscendo sconfitta al tie break del terzo set.
La stagione della giocatrice ceca non è stata particolarmente brillante a causa dei continui problemi fisici, in particolare alla schiena, e per i limiti dovuti alla mancanza di esperienza che si manifestano nelle lacune tattiche e nel controllo psicologico del match.

### 2008: Uscita dalla Top 20
La Vaidišová inizia l'anno come testa di serie n. 1 al torneo di Goald Coast, ma ne esce già nei quarti per mano della cinese Li Na che le si impone con un duplice 6-3. La settimana seguente prende parte al Tier II di Sydney. Dopo aver sconfiito in tre set la Pin al primo turno, la Vaidišová ottiene due vittorie su giocatrici Top 10, Daniela Hantuchová (battuta 6-4 6-2) e Jelena Janković (superata con il lottato punteggio di 6-4 4-6 6-4, dove la giocatrice ceca sfutta i suoi colpi più potenti a suo vantaggio). In semifinale affronta la russa Svetlana Kuznecova. Nicole disputa un buon match, ma non può nulla contro la buon difesa della russa che prevale 7-5 7–6(4). La tennista di Norimberga si presenta in ottime condizioni a Melbourne dove raggiunge il IV turno lasciando la miseria di diciassette game. Negli ottavi affronta Serena Williams, nel remake della semifinale precedente. Nicole finisce per perdere per 6-3 6-4, non potendo nulla contro il potente servizio della statunitense.
In febbraio prende parte al torneo di Dubai dove, dopo aver superato agevolmente il primo turno, viene annichilita da Ana Ivanović, con la tennista ceca incapace di impensierirla durante il match. Al Tier I di Indian Wells viene battuta sorprendentemente all'ersordio da Casey Dellacqua. Stesso risultato a Miami, dove questa volta a batterla è Alisa Klejbanova.
Il periodo nero, causato anche da problemi fisici, continua anche durante la stagione sulla terra rossa europea. Viene sconfitta al primo turno a Berlino, Roma e Roland Garros, tutte sconfitte contro giocatrici modeste. Queste dure sconfitte la fanno precipitare al 19º posto in classifica, posizione che non toccava dall'ottobre del 2005, al suo secondo anno di debutto sul Tour.
L'erba inglese sembra regalare qualche soddisfazione alla giocatrice ceca. Al torneo di Birmingham raggiunge con qualche fatica i quarti di finale, dove racimola solo tre game contro Bethanie Mattek-Sands; a Eastbourne la sua corsa si ferma all'esordio contro Vol'ha Havarcova. Nicole esce dalle prime 20 giocatrici mondiali per la prima volta dal 2005. Ma è a Wimbledon dove ha le migliori soddisfazioni. Dopo aver superato i primi tre turni perdendo solo un set, Nicole affronta al quarto turno la russa Anna Čakvetadze. La russa si aggiudica il primo parziale 6-4 e si porta in vantaggio nel secondo. A questo punto la Vaidišová rimonta e si aggiudica il secondo set al tiebreak per 7 punti a 0, nel set decisivo Nicole vince per 6-3 grazie anche la calo fisico e mentale dell'avversaria. La giocatrice ceca raggiunge così per il secondo anno di fila i quarti di finale nello Slam londinese. Qui si trovo dall'altra parte della rete una ritrovata Zheng Jie, entrata in tabellone con una wild card, posizionata al numero 133 delle classifiche. La Vaidišová viene battuta per 6-2 5-7 6-1, non sfruttando un'occasione d'oro per raggiungere le semifinali.
Il resto della stagione è caratterizzato da molte sconfitte ai primi turni per la giocatrice ceca, che va fuori al secondo turno a Los Angeles, mentre nei tornei di Montréal e di New Haven non supera l'esordio. Deludenti anche gli US Open, dove viene questa volta eliminata al secondo ostacolo dalla giocatrice francese Séverine Beltrame per 7-5 6-3, tennista posizionata al numero 121 della classifica mondiale. Conclude la stagione con le sconfitte ai primi turni a Stoccarda e a Mosca. Termina l'anno al numero 40 del mondo, il peggiore della carriera prima del suo debutto.

### 2010: Ritiro
Nel marzo del 2010 Nicole Vaidišová, ormai numero 176 del ranking WTA, stanca delle numerose sconfitte e senza le motivazioni necessarie per continuare a giocare, annuncia il ritiro dal tennis professionistico all'età di 20 anni.

### 2014: Ritorno
Il 3 febbraio 2014 Nicole Vaidišová annuncia il suo rientro nel circuito professionistico su Twitter, scrivendo che sta lavorando duramente per giocare nuovamente nel circuito.
Il suo rientro è avvenuto nel torneo ITF di Albuquerque dove ha accettato una wild card per il tabellone principale e ha battuto al primo turno Sesil Karatančeva. Al secondo turno perde contro la britannica Johanna Konta in tre set.

### 2015
A febbraio le viene concessa una wildcard per il tabellone di qualificazioni del torneo WTA di Monterrey. Vince tutti gli incontri e accede al tabellone principale dove incontra la numero 6 del mondo Ana Ivanović che batte Nicole con il punteggio di 6-1, 7-6. Successivamente le viene concessa un'altra wildcard, stavolta per il tabellone principale, al torneo di Miami. Al primo turno incontra la qualificata Tímea Babos, e la batte con il punteggio di 6-1, 7-6. Al secondo turno affronta la numero 3 del mondo Simona Halep. Nicole riesce a portare sorprendentemente la Halep fino al terzo set, dove la rumena ha la meglio con un netto 6-1.

### 2016: Ritiro definitivo
Nel luglio del 2016 Nicole Vaidišová annuncia il suo ritiro definitivo dall'attività professionistica a causa di ripetuti infortuni.

## Vita privata
Si è fidanzata con il connazionale e anch'egli tennista Radek Štěpánek, che è più grande di undici anni, verso la fine del 2007; si è pensato che la loro relazione sia stata la causa del declino della Vaidišová. Il 17 luglio 2010 i due sono convolati a nozze, con una cerimonia che si è tenuta al Castello di Praga. Nel giugno 2013, la Vaidisova e Stepanek hanno annunciato il divorzio; nel 2018 i due si sono risposati e dal loro secondo matrimonio è nata la figlia Stella.

## Statistiche

### Singolare

#### Vittorie (6)
| Legenda               |
| --------------------- |
| Grande Slam (0)       |
| Ori Olimpici (0)      |
| WTA Championships (0) |
| Tier I (0)            |
| Tier II (0)           |
| Tier III (3)          |
| Tier IV (2)           |
| Tier V (1)            |

| N. | Data            | Torneo                                   | Superficie  | Avversario in finale | Punteggio        |
| 1. | 15 agosto 2004  | Odlum Brown Vancouver Open, Vancouver    | Cemento     | Laura Granville      | 2-6, 6-4, 6-2    |
| 2. | 17 ottobre 2004 | Tashkent Open, Tashkent                  | Cemento     | Virginie Razzano     | 5-7, 6-3, 6-2    |
| 3. | 2 ottobre 2005  | Hansol Korea Open, Seul                  | Cemento     | Jelena Janković      | 7-5, 6-3         |
| 4. | 9 ottobre 2005  | Japan Open Tennis Championships, Tokyo   | Cemento     | Tatiana Golovin      | 7-6(4), 3-2, rit |
| 5. | 16 ottobre 2005 | PTT Bangkok Open, Bangkok                | Cemento     | Nadia Petrova        | 6-1, 6(5)–7, 7-5 |
| 6. | 27 maggio 2006  | Internationaux de Strasbourg, Strasburgo | Terra rossa | Peng Shuai           | 7-6(7), 6-3      |

#### Sconfitte (1)
| Legenda               |
| --------------------- |
| Grande Slam (0)       |
| Argenti Olimpici (0)  |
| WTA Championships (0) |
| Tier I (0)            |
| Tier II (0)           |
| Tier III (1)          |
| Tier IV (0)           |
| Tier V (0)            |

| N. | Data           | Torneo                 | Superficie  | Avversario in finale | Punteggio |
| 1. | 23 maggio 2005 | Istanbul Cup, Istanbul | Terra rossa | Venus Williams       | 3-6, 2-6  |

## Grand Slam Junior

### Singolare

#### Sconfitte (1)
| Tornei del Grande Slam  |
| ----------------------- |
| Australian Open (1)     |
| Open di Francia (0)     |
| Torneo di Wimbledon (0) |
| US Open (0)             |

| N. | Data            | Torneo                     | Superficie | Avversario in finale | Punteggio |
| 1. | 31 gennaio 2004 | Australian Open, Melbourne | Cemento    | Shahar Peer          | 1-6, 4-6  |

### Doppio

#### Sconfitte (1)
| Tornei del Grande Slam  |
| ----------------------- |
| Australian Open (1)     |
| Open di Francia (0)     |
| Torneo di Wimbledon (0) |
| US Open (0)             |

| N. | Data            | Torneo                     | Superficie | Compagna           | Avversario in finale       | Punteggio |
| 1. | 31 gennaio 2004 | Australian Open, Melbourne | Cemento    | Veronika Chvojková | Chan Yung-jan Sun Shengnan | 5-7, 3-6  |

## Risultati in progressione
| Sigla | Risultato               |
| ----- | ----------------------- |
| V     | Vincitore               |
| F     | Finalista               |
| SF    | Semifinalista           |
| O     | Oro olimpico            |
| A     | Argento olimpico        |
| SF    | Bronzo olimpico         |
| QF    | Quarti di Finale        |
| 4T    | Quarto turno            |
| 3T    | Terzo turno             |
| 2T    | Secondo turno           |
| 1T    | Primo turno             |
| RR    | Round Robin             |
| LQ    | Turno di qualificazione |
| A     | Assente                 |
| ND    | Non disputato           |

| Legenda superfici    |
| -------------------- |
| Cemento              |
| Terra battuta        |
| Erba                 |
| Superficie variabile |

### Singolare
| Tornei del Grande Slam |               |               |               |               |               |               |               |                        |                        |                        |
| Australian Open        | A             | 3T            | 4T            | SF            | 4T            | 1T            | A             | 0 / 5                  | 13–5                   | 72%                    |
| Open di Francia        | Q3            | 2T            | SF            | QF            | 1T            | 1T            | A             | 0 / 5                  | 10–5                   | 67%                    |
| Wimbledon              | Q1            | 3T            | 4T            | QF            | QF            | 1T            | A             | 0 / 5                  | 13–5                   | 72%                    |
| US Open                | 1T            | 4T            | 3T            | 3T            | 2T            | Q1            | A             | 0 / 5                  | 8–5                    | 62%                    |
| Vittorie-sconfitte     | 0–1           | 8–4           | 13–4          | 15–4          | 8–4           | 0–3           | 0–0           | 0 / 20                 | 44–20                  | 69%                    |
| Giochi Olimpici        |               |               |               |               |               |               |               |                        |                        |                        |
| Giochi olimpici estivi | A             | Non disputato | Non disputato | Non disputato | 1T            | Non disputato | Non disputato | 0 / 1                  | 0–1                    | 0%                     |
| WTA Premier Mandatory  |               |               |               |               |               |               |               |                        |                        |                        |
| Indian Wells           | A             | 3T            | A             | QF            | 2T            | 3T            | A             | 0 / 4                  | 7–4                    | 64%                    |
| Miami                  | 1T            | 3T            | A             | QF            | 2T            | 3T            | A             | 0 / 5                  | 7–5                    | 58%                    |
| Madrid                 | Non disputato | Non disputato | Non disputato | Non disputato | Non disputato | A             | A             | 0 / 0                  | 0–0                    | 0%                     |
| Pechino                | Tier II       | Tier II       | Tier II       | Tier II       | Tier II       | A             | A             | 0 / 0                  | 0–0                    | 0%                     |
| WTA Premier 5          |               |               |               |               |               |               |               |                        |                        |                        |
| Dubai                  | Tier II       | Tier II       | Tier II       | Tier II       | Tier II       | A             | A             | 0 / 0                  | 0–0                    | 0%                     |
| Roma                   | A             | A             | 2T            | A             | 1T            | Q2            | A             | 0 / 2                  | 1–2                    | 33%                    |
| Montréal / Toronto     | A             | QF            | 3T            | A             | 1T            | A             | A             | 0 / 3                  | 4–3                    | 57%                    |
| Cincinnati             | Tier III      | Tier III      | Tier III      | Tier III      | Tier III      | A             | A             | 0 / 0                  | 0–0                    | 0%                     |
| Tokyo                  | A             | A             | QF            | A             | A             | A             | A             | 0 / 1                  | 2–1                    | 67%                    |
| Tier I                 |               |               |               |               |               |               |               |                        |                        |                        |
| Charleston             | A             | QF            | 2T            | 2T            | A             | Premier       | Premier       | 0 / 3                  | 3–3                    | 50%                    |
| Berlino                | A             | A             | A             | A             | 1T            | Non disputato | Non disputato | 0 / 1                  | 0–1                    | 0%                     |
| San Diego              | A             | A             | SF            | A             | Non disputato | Non disputato | P             | 0 / 1                  | 3–1                    | 75%                    |
| Mosca                  | A             | A             | SF            | QF            | 1T            | Premier       | Premier       | 0 / 3                  | 5–3                    | 63%                    |
| Zurigo                 | A             | A             | 1T            | SF            | T II          | Non disputato | Non disputato | 0 / 2                  | 3–2                    | 60%                    |
| Carriera               | 2004          | 2005          | 2006          | 2007          | 2008          | 2009          | 2010          | No.                    | No.                    | No.                    |
| Titoli vinti–finali    |               |               |               |               |               |               |               |                        |                        |                        |
| Tornei giocati         | 7             | 17            | 18            | 14            | 19            | 12            | 1             | 88                     | 88                     | 88                     |
| Titoli vinti           | 2             | 3             | 1             | 0             | 0             | 0             | 0             | 6                      | 6                      | 6                      |
| Finali raggiunte       | 2             | 4             | 1             | 0             | 0             | 0             | 0             | 7                      | 7                      | 7                      |
| Vittorie-sconfitte     |               |               |               |               |               |               |               |                        |                        |                        |
| Cemento                | 12–4          | 35–8          | 16–8          | 19–6          | 11–13         | 5–7           | 1–1           | 5 / 53                 | 99–47                  | 68%                    |
| Terra rossa            | 2–1           | 7–3           | 11–4          | 4–2           | 0–3           | 2–4           | 0–0           | 1 / 18                 | 26–17                  | 60%                    |
| Erba                   | N.D.          | 3–3           | 3–1           | 6–2           | 6–3           | 0–1           | 0–0           | 0 / 10                 | 18–10                  | 64%                    |
| Sintetico              | N.D.          | N.D.          | 5–3           | 6–4           | 0–0           | 0–0           | 0–0           | 0 / 7                  | 11–7                   | 61%                    |
| Totale                 | 14–5          | 45–14         | 35–16         | 35–14         | 17–19         | 7–12          | 1–1           | 6 / 88                 | 154–81                 | 65%                    |
| %Vittorie              | 74%           | 76%           | 69%           | 71%           | 47%           | 37%           | 50%           | 65.11%                 | 65.11%                 | 65.11%                 |
| Ranking di fine anno   |               |               |               |               |               |               |               |                        |                        |                        |
| Ranking                | 77            | 15            | 10            | 12            | 41            | 188           | 495           | No. 7 (14 maggio 2007) | No. 7 (14 maggio 2007) | No. 7 (14 maggio 2007) |

## Vittorie contro giocatrici Top 10
| Stagione | 2005 | 2006 | 2007 | 2008 | Totale |
| Vittorie | 2    | 2    | 3    | 3    | 10     |

| #    | Giocatrice          | Ranking | Evento                       | Superficie    | Turno | Punteggio        | Rank. NVR |
| ---- | ------------------- | ------- | ---------------------------- | ------------- | ----- | ---------------- | --------- |
| 2005 |                     |         |                              |               |       |                  |           |
| 1.   | Anastasija Myskina  | 6       | Charleston Open, Charleston  | Terra verde   | 2T    | 6-3, 5-7, 6-4    | 49        |
| 2.   | Nadia Petrova       | 9       | Bangkok Open, Bangkok        | Cemento       | F     | 6-1, 6(5)-7, 7-5 | 18        |
| 2006 |                     |         |                              |               |       |                  |           |
| 3.   | Amélie Mauresmo (1) | 1       | Open di Francia, Parigi      | Terra rossa   | 4T    | 6(5)-7, 6-1, 6-2 | 16        |
| 4.   | Amélie Mauresmo (2) | 1       | Kremlin Cup, Mosca           | Sintetico (i) | QF    | 1-6, 7-5, 7-6(3) | 11        |
| 2007 |                     |         |                              |               |       |                  |           |
| 5.   | Elena Dement'eva    | 8       | Australian Open, Melbourne   | Cemento       | 4T    | 6-3, 6-3         | 12        |
| 6.   | Amélie Mauresmo (3) | 4       | Torneo di Wimbledon, Londra  | Erba          | 4T    | 7-6(6), 4-6, 6-1 | 10        |
| 7.   | Jelena Janković (1) | 3       | Zurich Open, Zurigo          | Cemento (i)   | 2T    | 6-4, 6-4         | 15        |
| 2008 |                     |         |                              |               |       |                  |           |
| 8.   | Daniela Hantuchová  | 9       | Sydney International, Sydney | Cemento       | 2T    | 6-4, 6-2         | 12        |
| 9.   | Jelena Janković (2) | 3       | Sydney International, Sydney | Cemento       | QF    | 6-4, 4-6, 6-4    | 12        |
| 10.  | Anna Čakvetadze     | 8       | Torneo di Wimbledon, Londra  | Erba          | 4T    | 4-6, 7-6(0), 6-3 | 22        |